# Ночь и туман (фильм)
«Ночь и туман» (фр. Nuit et brouillard) — короткометражный документальный фильм Алена Рене, снятый в 1955 году по инициативе историка Анри Мишеля.
Фильм является одной из ключевых вех в развитии документального кинематографа, рассказывая об узниках нацистских концлагерей, арестованных в соответствии с указом, известным как «Ночь и туман» (директива Гитлера от 7 декабря 1941 года, подписал маршал Кейтель). Во Франции фильм входит в учебную программу по истории для последнего класса коллежа.

## Сюжет
В фильме чередуются кадры прошлого и настоящего, чёрно-белые и цветные. В первой части фильма демонстрируются развалины концлагеря «Освенцим», в то время как рассказчик Мишель Буке описывает распространение нацистской идеологии. Также фильм описывает пытки, казни и медицинские эксперименты над заключёнными.

## Оценки
Американский историк кино Джей Лейда писал, что в этом фильме режиссёр «с силой и своеобразной поэтичностью осуждает бесчеловечность нацизма». С помощью имеющихся у него в распоряжении материалов киноархивов он смог кинематографическими средствами создать в фильме высокую трагедию: «В эти кадры Ален Рене привнёс гнев и сострадание, не оставившее места сенсационности». Лейда отмечал, что Рене, работая с теми киноматериалами, которые неоднократно использовали в документалистике и до него, сумел добиться, чтобы они оказывали воздействие уже по-другому:
На экране мы видим две картины, как бы поочередно уступающие друг другу место,— пустынные развалины Освенцима в наши дни, снятые в блёклых осенних красках, и до странности сухо и строго показанное прошлое этих мест: мертвые тела и груды отнятых у заключённых жалких ценностей — обуви, золотых зубов, сумок, волос. Цвет в „сегодняшних“ кадрах подчёркивает достоверность чёрно-белых фильмотечных.
Франсуа Трюффо в 1955 году отмечал, что об этом фильме «практически невозможно говорить в терминах кинокритики». По его мнению, в ленте тема концентрационных лагерей показана «с безупречной тактичностью и спокойной строгостью, что делает это произведение великолепным и не „подвластным критике“, если и не бесспорным»:
Этот фильм обращён непосредственно к человеку, который должен широко раскрыть глаза и вопросить самого себя. „Ночь и туман“ на несколько часов стирает из нашей памяти воспоминания обо всех фильмах: видишь только этот. Когда включается свет, не хватает смелости аплодировать, перед лицом такого произведения человек немеет, подавленный значением и абсолютной необходимостью этой тысячи метров плёнки.— Трюффо, Ф. «Ален Рене. „Ночь и туман“»

## Награды
- Приз Жана Виго, категория короткометражных фильмов (1956)
- Гран-при французского кино (1956)
- Номинация на премию BAFTA (1961)